# Azem Vllasi
Azem Vllasi (ur. 23 grudnia 1948 we wsi Rubovc we wschodnim Kosowie) – kosowski i jugosłowiański prawnik, polityk i działacz sportowy, w latach 1986-1988 sekretarz Komitetu Centralnego Związku Komunistów Kosowa.

## Życiorys
Ukończył studia prawnicze na uniwersytecie w Prisztinie. W czasie studiów związał się z organizacjami studenckimi. W latach 1974–1978 kierował Ligą Młodzieży Socjalistycznej Jugosławii. Po ukończeniu studiów pracował w wyuczonym zawodzie.
W 1981 wystąpił przeciwko protestom ludności albańskiej w Kosowie. W tym samym roku objął kierownictwo struktur partii w Kosowie. W latach 1982–1983 kierował Jugosłowiańskim Komitetem Olimpijskim.
W latach 1984–1986 był członkiem Komitetu Centralnego Związku Komunistów Jugosławii. Kierowany przez Vllasiego Związek Komunistów Kosowa przyjął w tym czasie postawę ugodową wobec władz serbskich.
W listopadzie 1988 został usunięty ze stanowisk, a jego miejsce zajęła bardziej ugodowa Kaqusha Jashari. Pretekstem do jego zdymisjonowania był sprzeciw wobec poprawek do konstytucji, które miały pozbawić autonomii Kosowo.
Po ogłoszeniu stanu wyjątkowego w Kosowie (27 lutego 1989) Vllasi został aresztowany w Bijeljinie pod zarzutem prowadzenia działalności kontrrewolucyjnej. Jego uwięzienie zainicjowało serię strajków w Kosowie. 30 października 1989 rozpoczął się proces Vllasiego. Wobec protestów i strajków w Kosowie, sąd nie wydał wyroku skazującego i w kwietniu 1990 został uwolniony.
Od 2004 należy do Socjaldemokratycznej Partii Kosowa. Pracuje jako adwokat i doradca polityczny. Od 2005 brał udział w negocjacjach dotyczących statusu Kosowa, był także doradcą politycznym premiera Agima Çeku. Działa w stowarzyszeniach zajmujących się w Kosowie współpracą międzyetniczną.
13 marca 2017 Vllasi został postrzelony w ramię w pobliżu jego domu w Prisztinie. Sprawcą był Murat Jashari, brat Ismeta, b. dowódcy UÇK w latach 90. Sprawca w toku śledztwa wyjaśnił, że motywem jego działania była zemsta za działalność Vllasiego w latach 80..

## Publikacje
- 1990: Mjeshtrit e errësirës : shënime nga burgu (Mistrzowie ciemności: wspomnienia więzienne)
- 2013: Shtegu njëqindvjec̨ar i lirisë lufta antikolonialiste e shqiptarëve të Kosovës në vitet 1912-2012
- 2016: Kosovo, početak raspada
- 2017: Kosova: fillimi që nuk harrohet
- 2023: Populli që shkroi historinë: vitet e zgjimit 1988-1989

## Życie prywatne
Vllasi ożenił się z bośniacką dziennikarką Nadirą Avdić. Mają dwoje dzieci: Adema i Selmę, oboje mieszkają w Stanach Zjednoczonych.